# Estelle Quérard
Estelle Quérard (Rennes, 19 marzo 1979) è una pallavolista francese.
Gioca nel ruolo di libero nell'Entente Sportive Le Cannet-Rocheville Volley-Ball.

## Carriera
La carriera di Estelle Quérard comincia nelle giovanili del Goëlo Saint-Brieuc Volley-Ball. Nel 2000 viene ingaggiata dal Racing Club Villebon 91, dove resta per quattro stagioni raggiungendo per tre volte consecutivamente la finale scudetto e vincendo a sorpresa una Coppa di Francia contro il Racing Club de Cannes: ottiene anche un successo a livello europeo con la vittoria nella Top Teams Cup 2002-03. Nel 2002 viene convocata per la prima volta in nazionale.
Nel 2004 passa al Racing Club de Cannes: in due stagioni vince per due volte il campionato e coppa di Francia, oltre ad arrivare in finale in Champions League.
Nel 2006 viene ingaggiata dal Entente Sportive Le Cannet-Rocheville Volley-Ball, dove milita tutt'oggi, raggiungendo alcuni buoni traguardi come una finale in Coppa di Francia e la finale di Coppa CEV 2007-08. Con la nazionale partecipa al campionato europeo 2007 e 2009 senza però raggiungere risultati dignitosi.

## Palmarès

### Club
- Campionato francese: 2

2004-05, 2005-06
- Coppa di Francia: 3

2001-02, 2004-05, 2005-06
- Top Teams Cup: 1

2002-03

### Premi individuali
- 2008 - Coppa CEV: Miglior ricevitrice
- 2011 - Ligue A: Miglior libero